# Cuscuta microstyla
Cuscuta microstyla är en vindeväxtart som beskrevs av Georg George Engelmann. Cuscuta microstyla ingår i släktet snärjor, och familjen vindeväxter. Utöver nominatformen finns också underarten C. m. bicolor.